# 王蓉贞
王蓉贞（1931年11月—2015年7月3日），女，汉族，山东临清（一作北京）人，中华人民共和国政治人物，曾任广西壮族自治区科学院副院长，广西壮族自治区人民政府副主席。